# Mustapha Laabid
Mustapha Laabid, né le 29 mars 1969 à Rennes (France), est un homme politique français.
D'abord membre du Parti socialiste, il est élu député sous l'étiquette de La République en marche (LREM) dans la première circonscription d'Ille-et-Vilaine lors des élections législatives de 2017. En 2021, il démissionne après avoir été condamné en appel à trois ans d'inéligibilité et à huit mois de prison avec sursis pour abus de confiance.

## Biographie

### Situation personnelle
Mustapha Laabid naît le 29 mars 1969 à Rennes en Ille-et-Vilaine, d'un père maçon et d'une mère femme au foyer. Il travaille dans le monde associatif et devient directeur de l'antenne rennaise de la Fondation Agir contre l'exclusion, créée en 1998 à l'initiative du député-maire Edmond Hervé. C'est ce poste qu'il occupe au moment de son élection comme député, alors qu'il milite au Parti socialiste.

### Député
En mai 2017, La République en marche l'investit sur la première circonscription d'Ille-et-Vilaine pour les élections législatives de 2017. Le 18 juin 2017, il remporte le second tour de l'élection législative avec 59 % des voix exprimées contre Grégoire Le Blond, le maire centre-droit de Chantepie, après avoir éliminé la députée socialiste sortante, Marie-Anne Chapdelaine, dès le premier tour. Il s'agit de son premier mandat électoral. Membre de la commission des affaires socialeset de la Délégation de l'Assemblée nationale aux droits des femmes et à l'égalité des chances entre les hommes et les femmes, il préside le groupe d'amitié France-Maroc et siège dans le groupe LREM.
Le 24 novembre 2020, il fait partie des dix députés LREM qui votent contre la proposition de loi relative à la sécurité globale.
Le 16 février 2021, il est le seul député LREM à voter contre le projet de loi confortant le respect des principes de la République en première lecture (Christophe Leclercq étant le seul à voter contre en lecture définitive).

## Affaires judiciaires
Le 1er février 2019, le parquet de Rennes annonce poursuivre Mustapha Laabid pour abus de confiance en raison de détournements de fonds constatés au cours des trois dernières années non prescrites. Il est accusé d'avoir détourné à des fins personnelles 22 000 euros de l'association Collectif Intermède, qu'il présidait ; sur cette somme, plus de 15 000 euros auraient été déboursés pour des frais de bouche, des réservations d'hôtel, des achats personnels et des frais de téléphonie.
Le 4 novembre 2020, il est condamné en appel à trois ans d'inéligibilité et à huit mois de prison avec sursis et 10 000 euros d'amende.
Le 16 juin 2021, la cour de cassation rejette le pourvoi de Laabid et le condamne définitivement pour abus de confiance.
Auparavant membre du groupe LREM, il s'y apparente le 9 juillet 2021. Le 21 juillet 2021, le garde des Sceaux, ministre de la Justice Éric Dupond-Moretti a demandé au Conseil constitutionnel de prononcer la déchéance de son mandat, mais il démissionne avant la prise de décision,.

## Détail des mandats et fonctions

### À l'Assemblée nationale
- 19 juin 2017 - 7 septembre 2021 : député de la 1re circonscription d'Ille-et-Vilaine

## Résultats électoraux

### Élections législatives
| Année | Parti | Parti | Circonscription       | 1er tour | 1er tour | 1er tour | 2d tour | 2d tour | 2d tour | Issue |
| Année | Parti | Parti | Circonscription       | Voix     | %        | Rang     | Voix    | %       | Rang    | Issue |
| ----- | ----- | ----- | --------------------- | -------- | -------- | -------- | ------- | ------- | ------- | ----- |
| 2017  |       | LREM  | 1re d'Ille-et-Vilaine | 16 584   | 34,70    | 1er      | 19 346  | 58,87   | 1er     | Élu   |